# Stadhuis van Gouda
Het stadhuis van Gouda bevindt zich op de Markt. Het vijftiende-eeuwse stadhuis is een van de oudste gotische stadhuizen van Nederland

## Geschiedenis
In 1395 kocht het stadsbestuur van Gouda het marktveld van de heren Van der Goude om daar een stadhuis te bouwen. Toch zou het nog tot 1448 duren voordat met de bouw werd begonnen. Volgens de stadshistoricus Ignatius Walvis was de gebrekkige financiële positie van de stad de oorzaak van het voortdurende uitstel. Het nieuwe stadhuis diende als vervanging van het oude, dat volgens Walvis aan de Gouwe, op de plaats van de latere brouwerij de Zwaan heeft gestaan. Anderen situeren echter de voorloper (vanaf 1395) van het huidige stadhuis even ten oosten van het vroeger politiebureau op de Markt, met mogelijk nog een voorganger in een hal in de zuidpunt van de Markt.
Een van de steenhouwers was Jan III Keldermans, een lid van een Brabantse familie van architecten Keldermans uit Mechelen. Ook zijn zoon Andries leverde een bijdrage. Het gebouw werd opgetrokken uit Belgische kalksteen. Voor de fundering werd niet geheid, maar werd gebruikgemaakt van enkele vlotten van zware eiken balken. In 1459 was de bouw van het stadhuis, na de oplevering van het torentje, voltooid, al was het reeds in 1450 in gebruik genomen. In 1497 werd het stadhuis opgeknapt ter gelegenheid van het bezoek van Filips de Schone aan de stad. In 1517/1518 werd het gebouw verbouwd. Volgens de geschiedschrijver Walvis werd het stadhuis tot 1603 omgeven door water en zou het door middel van een valbrug bereikbaar zijn. In dat jaar (1603) werd het huidige bordes in renaissancestijl door de stadsbeeldhouwer Gregorius Cool vervaardigd.
In de periode 1692-1697 vond er opnieuw een ingrijpende verbouwing plaats. In die periode werd ook het huidige schavot aan de achterzijde van het stadhuis gebouwd. Voor die tijd bestond er reeds een schavot bij het stadhuis, dat voor het eerst in 1525 werd genoemd. Tot 1897 was het schavot te beklimmen door middel van een houten trap aan de buitenzijde van het stadhuis. Het was gevangenen niet toegestaan om binnendoor het stadhuis te lopen. Op 24 april 1897 bracht koningin Wilhelmina een bezoek aan Gouda. Om haar in de gelegenheid te stellen vanaf het bordes de bevolking toe te kunnen zwaaien werd een van de ramen vervangen door twee openslaande glazen deuren, zodat het bordes sindsdien vanaf de binnenzijde van het stadhuis te benaderen is.
In de periode (1946-1952) werd het gebouw wederom ingrijpend gerenoveerd. Daarbij werd de oude, houten fundering vervangen. De laatste restauratie vond plaats in 1996. Sinds de bouw van het nieuwe Huis van de Stad nabij het station in 2012 wordt het stadhuis niet meer gebruikt voor raadsvergaderingen.

## Beelden in de voorgevel

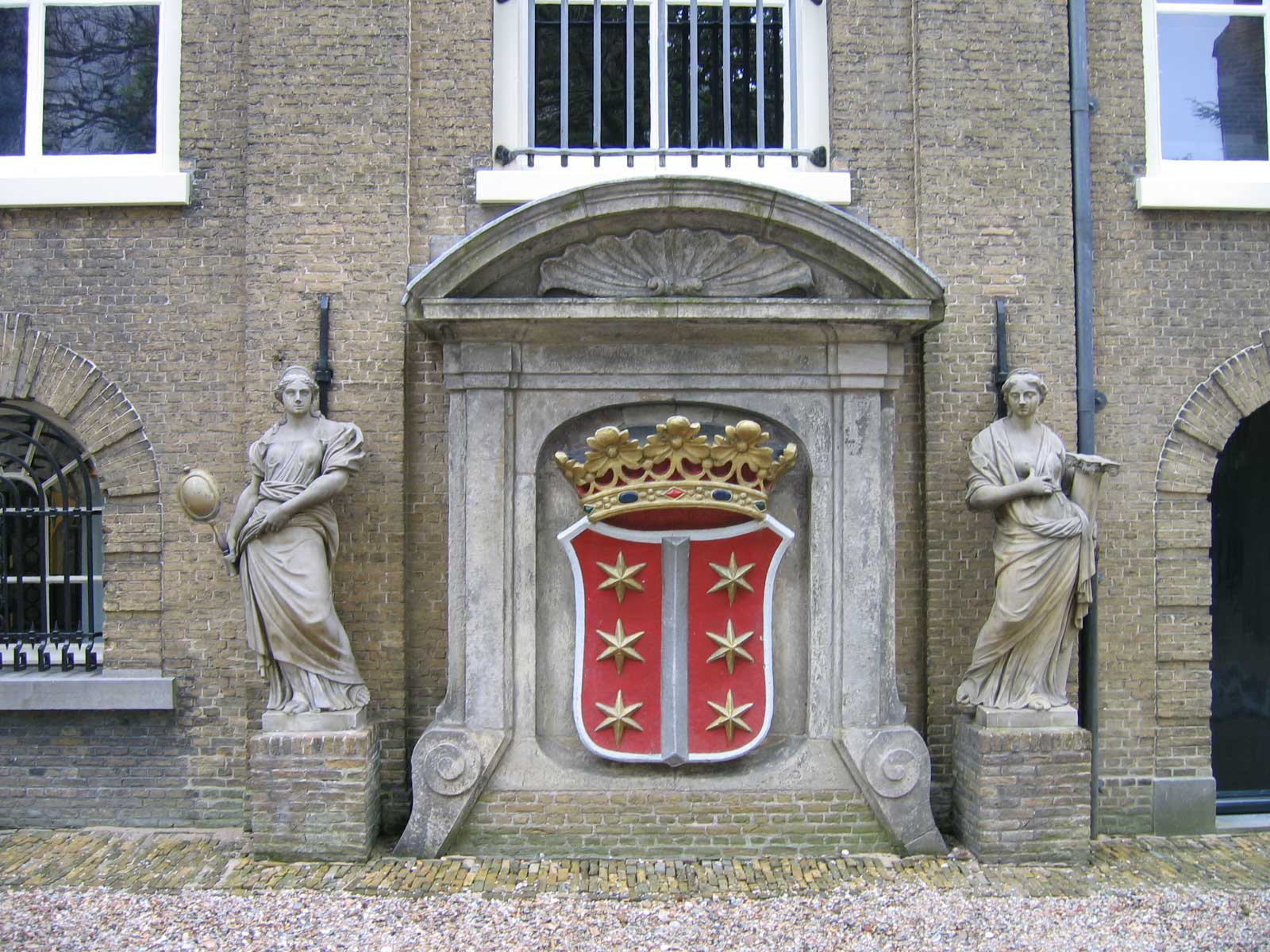
De beelden Wijsheid en Standvastigheid, die tot 1882 in nissen in de voorgevel van het stadhuis hebben gestaan.

De beelden in de huidige voorgevel van het stadhuis zijn er pas in 1960/1961 geplaatst. Op de onderste rij staan Karel de Stoute, Filips de Goede, Filips de Schone en Maria van Bourgondië. Daarboven bevinden zich de beeltenissen van Floris V en Jacoba van Beieren.
Tot 1882 prijkten er op de voorgevel van het stadhuis twee beelden. Het waren twee vrouwenfiguren, die respectievelijk een symbool waren voor Wijsheid (ook wel Voorzichtigheid) en Standvastigheid. Deze beelden zijn in 1695 gemaakt door de beeldhouwer Jan Gijselingh jr. Op een prent van Arent Lepelaer uit 1712 zijn beide beelden al goed te zien (zie: afbeelding). Ook op de foto die de fotograaf Jérôme Henri Kiebert omstreeks 1867 van het stadhuis maakte, staan beide beelden nog in de voorgevel. In 1882 werden ze verwijderd omdat er weer ramen in de nissen gemaakt werden. De beelden werden geschonken aan het Goudse museum, dat ze een tijdlang heeft uitgeleend aan het Goudse kantongerecht. Inmiddels zijn de twee beelden verplaatst naar de tuin achter het museum.
Uit tekeningen van het stadhuis uit 1646 en 1653 blijkt dat er ook al voor 1695 ten minste één beeld in een nis aan de voorgevel heeft gestaan. De drie andere nissen waren leeg, maar uit oude stadsrekeningen valt op te maken dat hier wellicht de afbeeldingen van Karel de Stoute en zijn gemalin en waarschijnlijk ook van Filips de Goede en zijn gemalin hebben gestaan.

## Interieur
Het interieur stamt deels nog uit de zeventiende en achttiende eeuw. Trots is Gouda op de wandbekleding in de trouwzaal, vervaardigd door de Goudse tapijtwerker David Ruffelaer, een zoon van de uit Oudenaarde afkomstige tapijtleverancier Jan Ruffelaer, die zich voor 1600 in Gouda had gevestigd. David, die het bedrijf van zijn vader in 1626 had overgenomen, vervaardigde de wandtapijten ter gelegenheid van het bezoek aan Gouda in 1642 van Henriëtta Maria van Frankrijk, de vrouw van koning Karel I van Engeland, met haar dochter Maria Stuart en schoonzoon Willem van Oranje Nassau, de latere stadhouder Willem II. De tapijten van Ruffelaer vervingen de oude tapijten, die gemaakt waren naar een ontwerp van de Goudse glazenier Dirk Crabeth. De wandtapijten zijn van 1948 tot 1952 grondig gerestaureerd in het restauratie-atelier van het Rijksmuseum onder leiding van H.S. Bloedhouwer.
Het gebouw spreekt
Beneên verstrekt mijn kap voor Graanbeurs van der Gouw,

En boven 't Schoutoneel van straf en naberouw
Anders

Voor 't leven strekt mijn dak, een korenbeurs beneên

Van boven 't Schouwgebouw voor sterven en geween

Anders

Mijn grond is 't Korenhuis, voor 't leven opgestigt

Waar boven 't Schouwburg staat, voor 't sterven na gerigt— Christoffel Pierson (1631-1714) in 1697
bij gelegenheid van de bouw van het schavot en de daaronder gelegen korenbeurs bij het stadhuis van Gouda.

## Bijzonderheden
- Het klokkenspel aan de zijkant van het stadhuis dateert uit de jaren 60 en is geschonken door een directeur van een Goudse verzekeringsmaatschappij en hoort dus origineel niet bij het stadhuis en wordt in de volksmond van de Gouwenaars, "het klokkenspel van Bouwmeester" of "de Bouwmeesterrevue" genoemd, naar de naam van de schenker. De voorstelling ‘Vrijheyt tot ter Goude’ laat zien hoe graaf Floris V In 1272 de stadsrechten aan Gouda overhandigd.[12]
- Op 4 mei 1948 werd een oorlogsmonument onthuld op de gevel van het Stadhuis. Het monument met de naam Sint-Joris en de draak van beeldhouwer Oswald Wenckebach, is geplaatst in een blind raam van het Stadhuis.
- In 1990 werd reliëf 'Salomo's oordeel' van Eric Claus onthuld. Het staat voor 'Verdraagzaamheid' en is bedoeld als tegenhanger voor het Oorlogsmonument Sint-Joris en de draak. Beiden bevinden zich op de zijmuren van het Stadhuis.
- Een miniatuur van dit stadhuis staat in miniatuurstad Madurodam in Den Haag. In het Japanse themapark Huis ten Bosch, waar tal van bekende Nederlandse bouwwerken zijn nagemaakt, bevindt zich een replica op ware grootte van het stadhuis.
- Al sinds de middeleeuwen is boven de entree van het stadhuis de Latijnse zinspreuk 'Audite et Alteram Partem' te lezen, die het juridische beginsel van hoor en wederhoor verwoord. Dezelfde tekst is in 2017 aangebracht in de raadszaal van het gemeentehuis van Gouda.

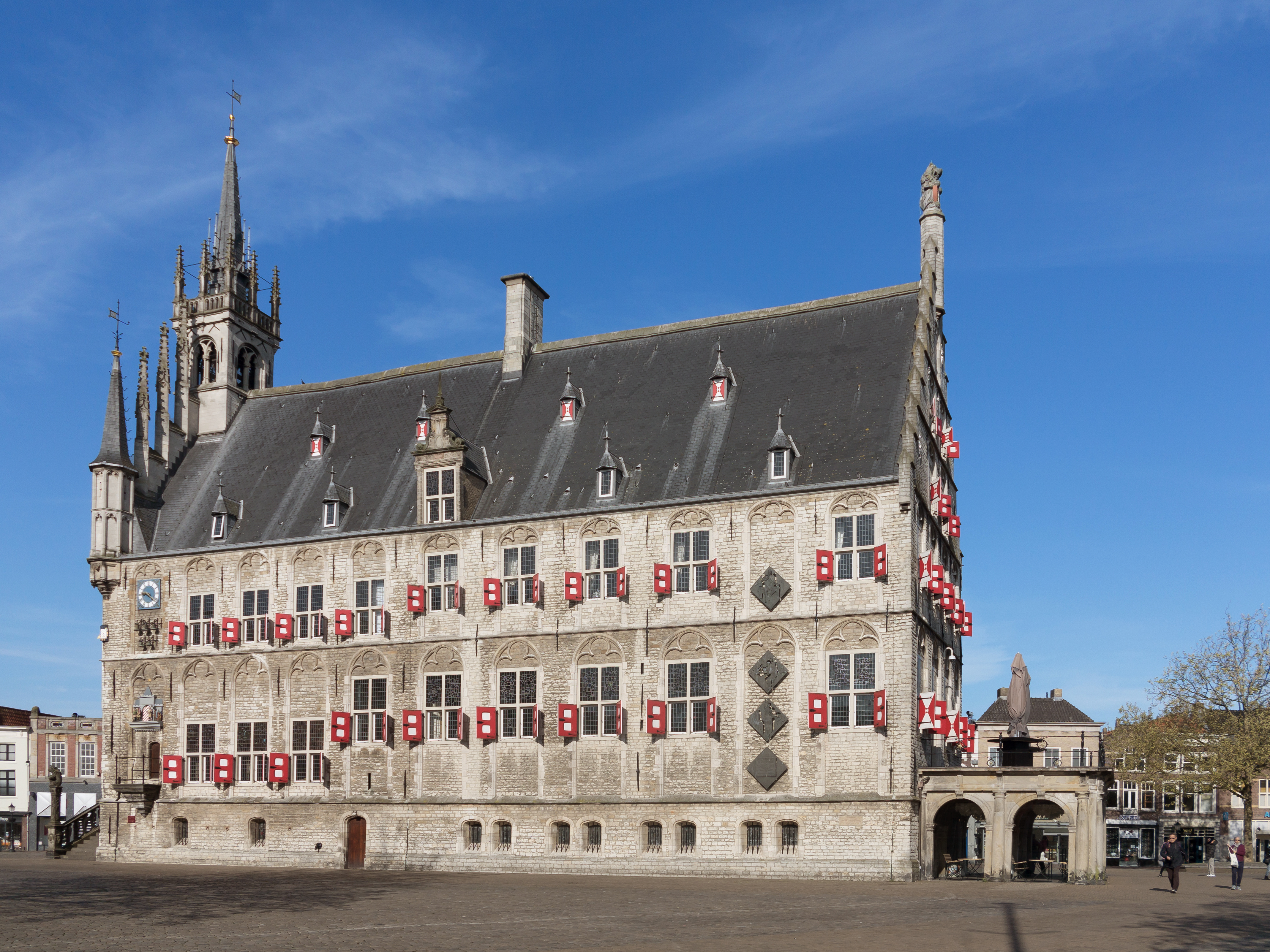
Het voormalige stadhuis
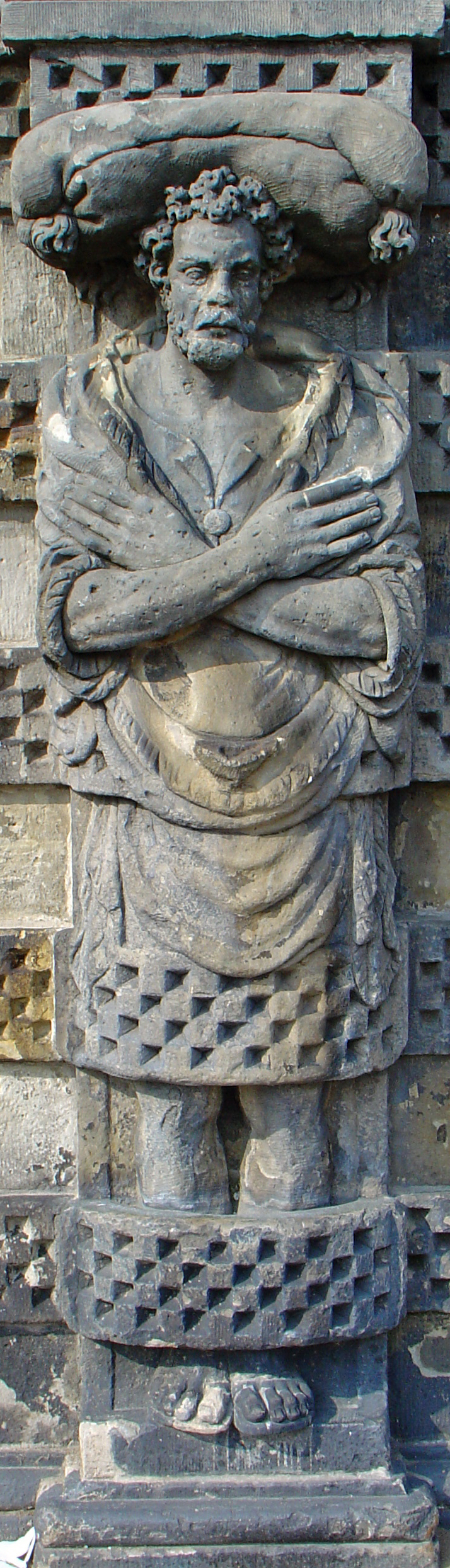
Beeld bordes links
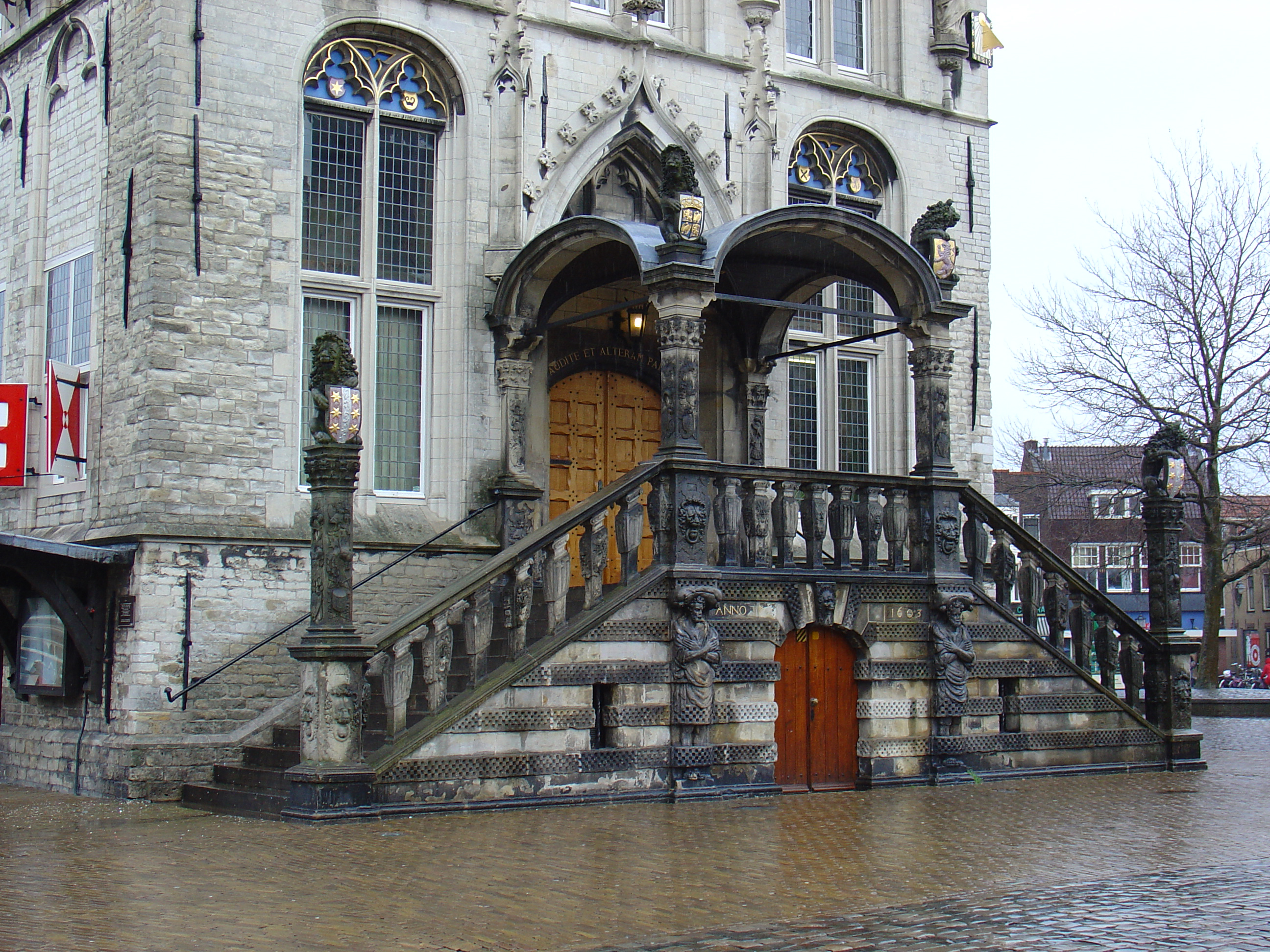
Bordes van het stadhuis, gebouwd in 1603 door Gregorius Cool
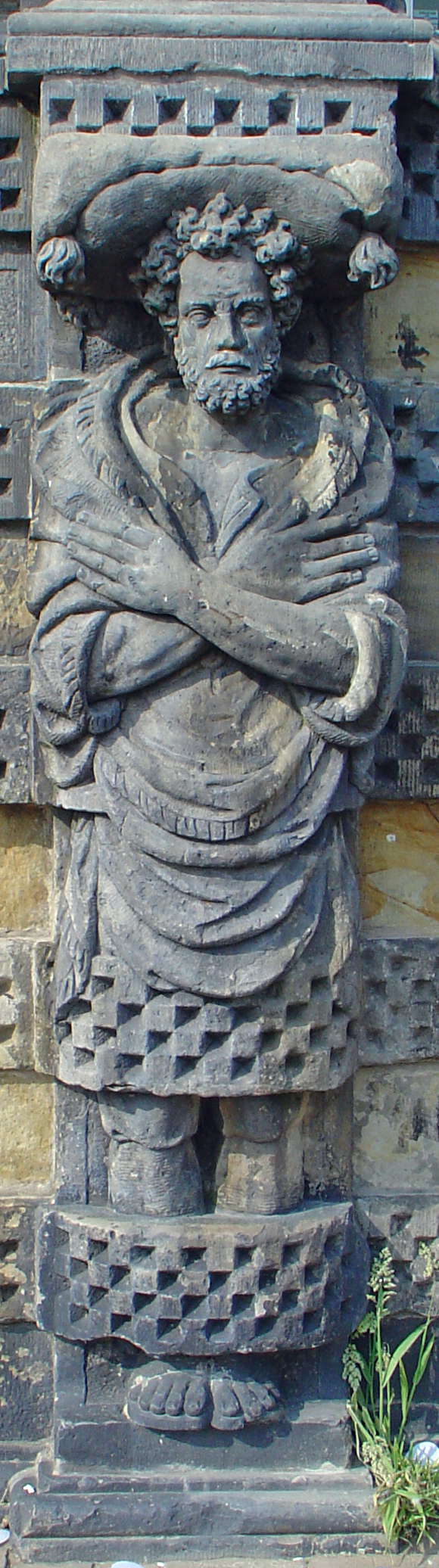
Beeld bordes rechts
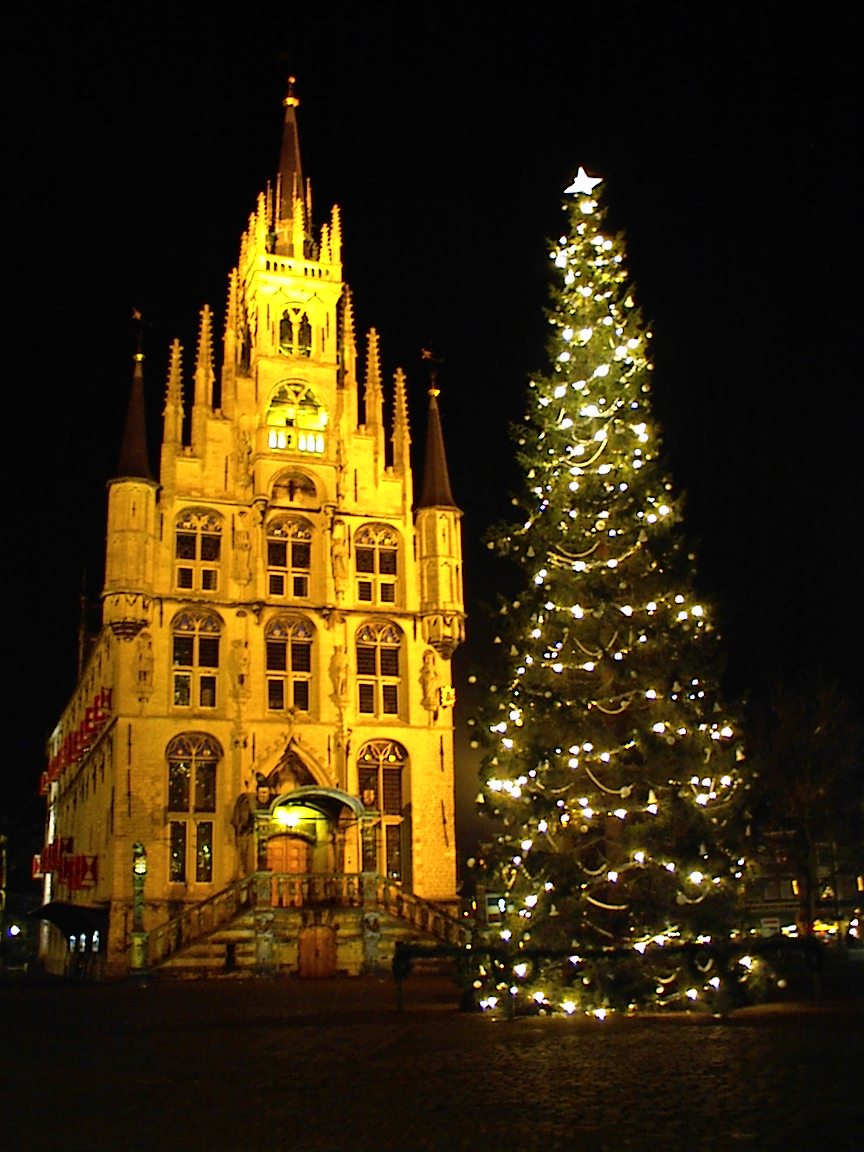
Kaarsjesavond
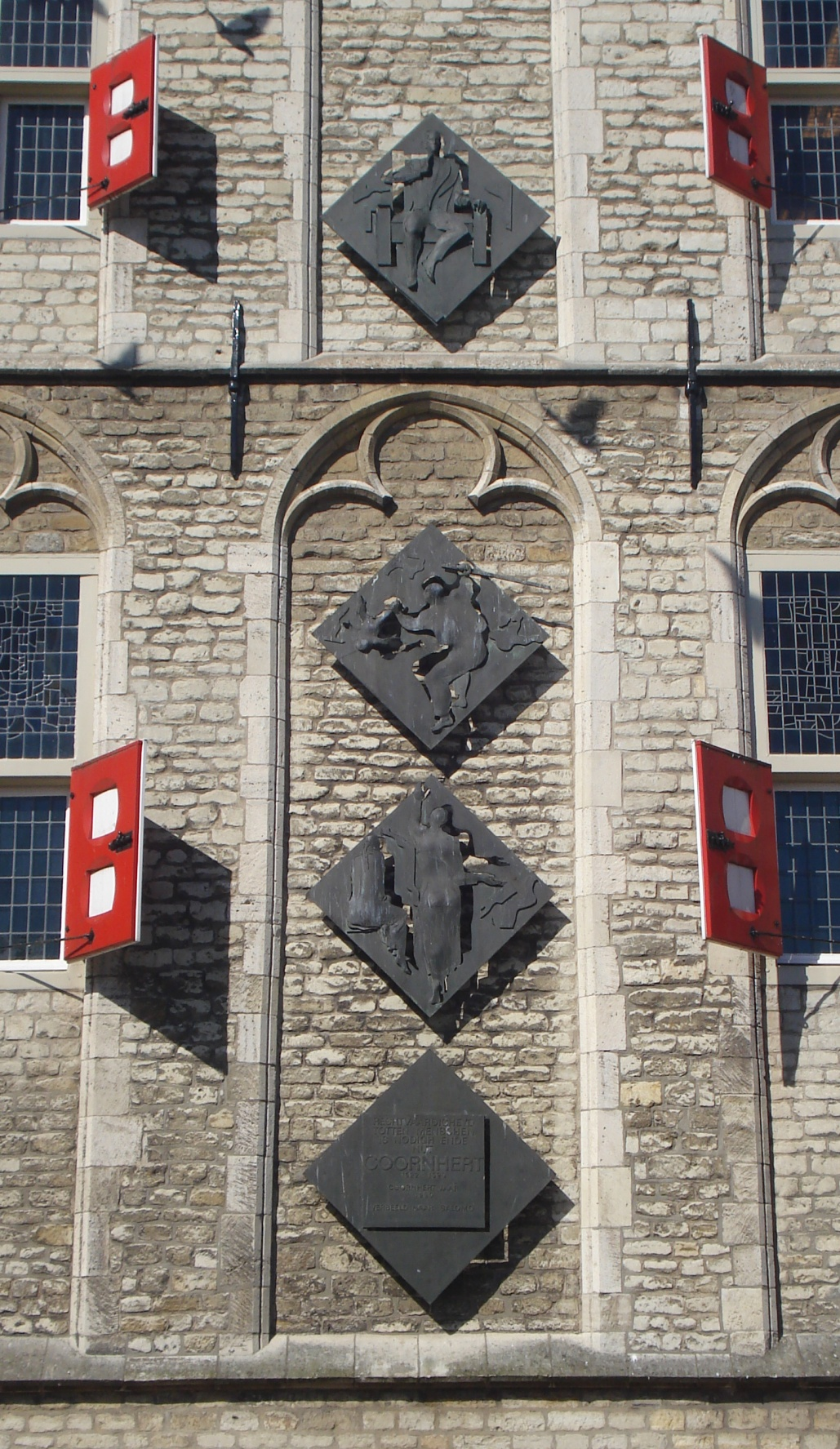
Salomo's oordeel
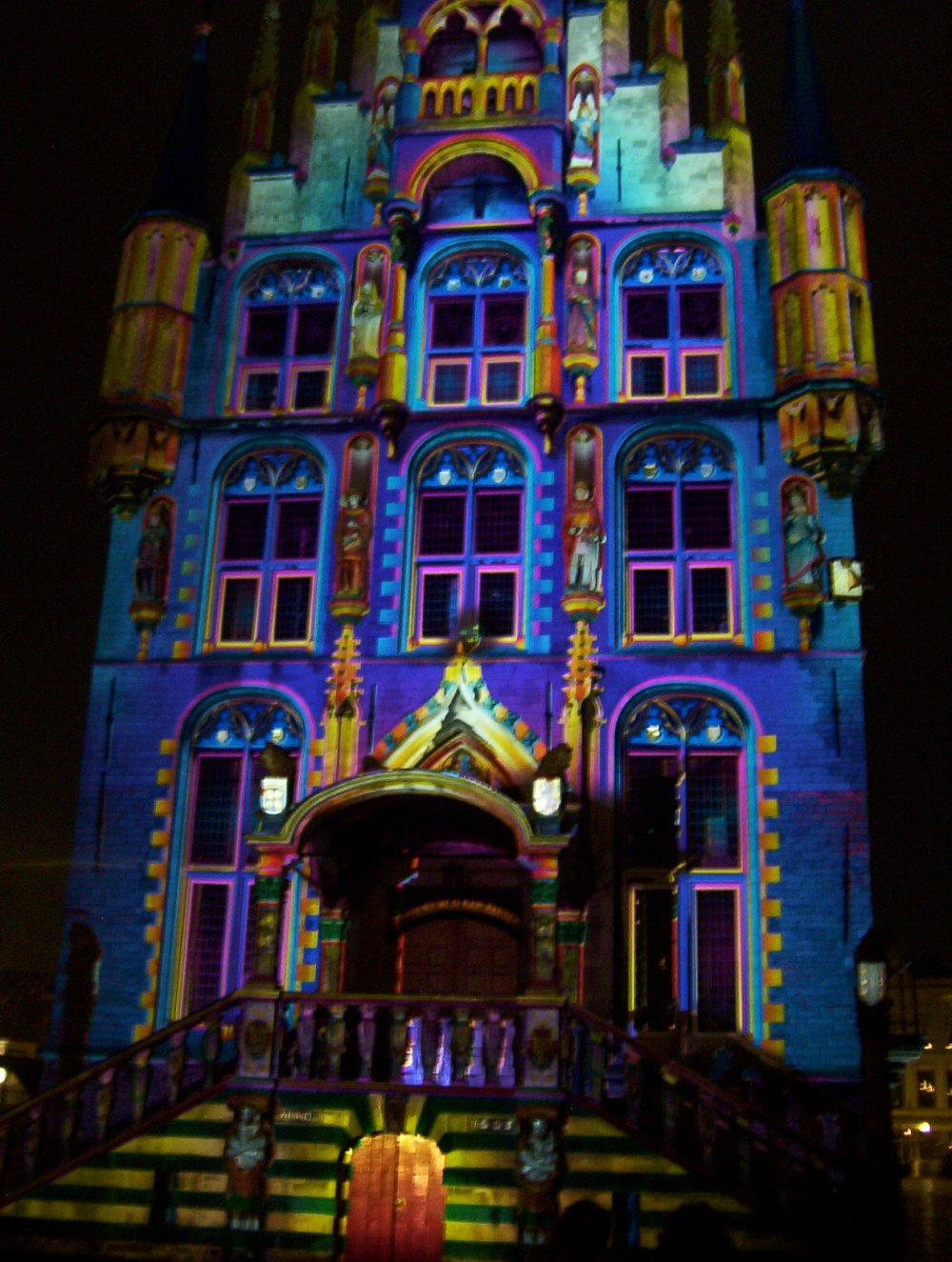
Gouda bij kunstlicht, een project van Patrice Warrener
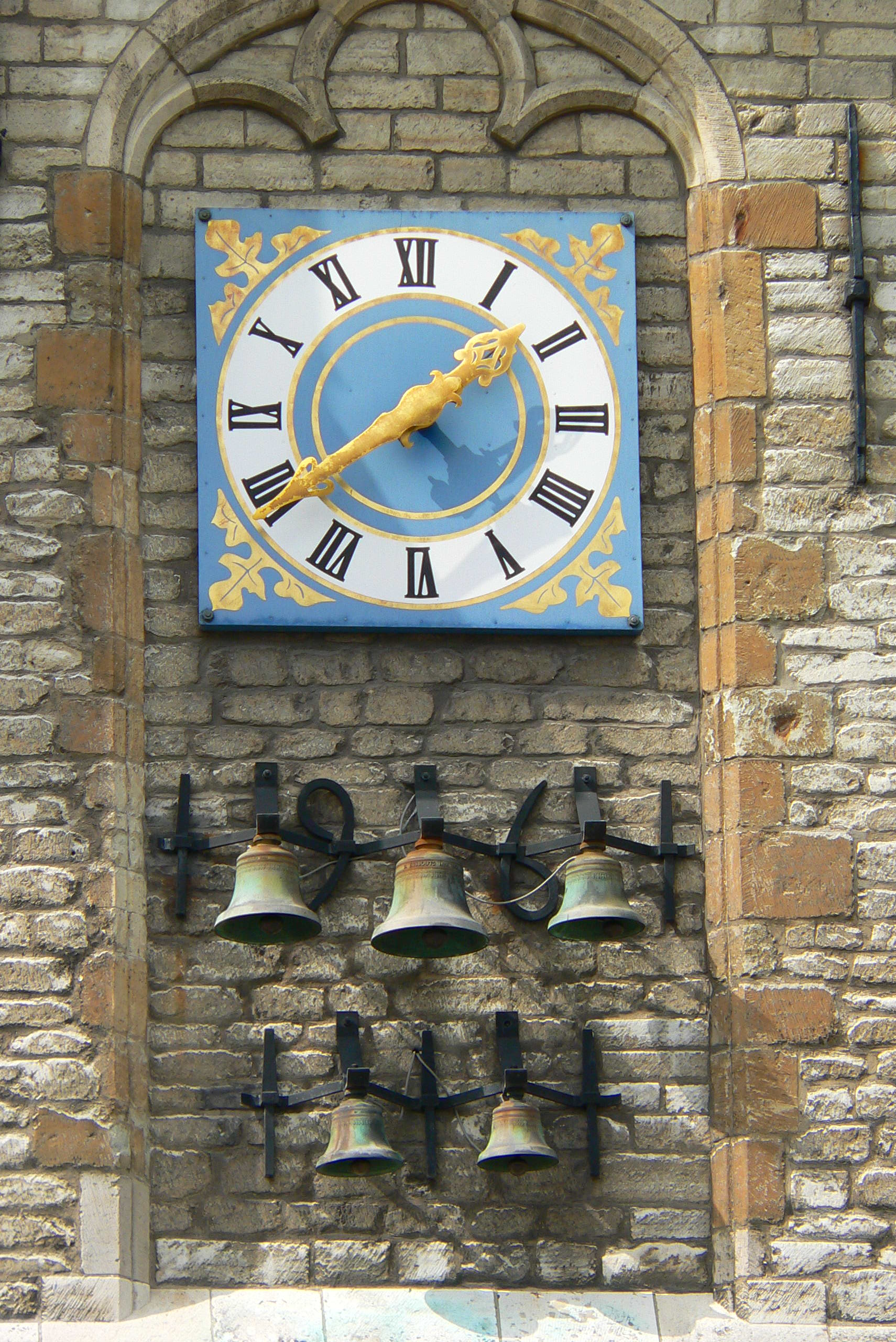
Het klokkenspel aan de oostzijde van het stadhuis
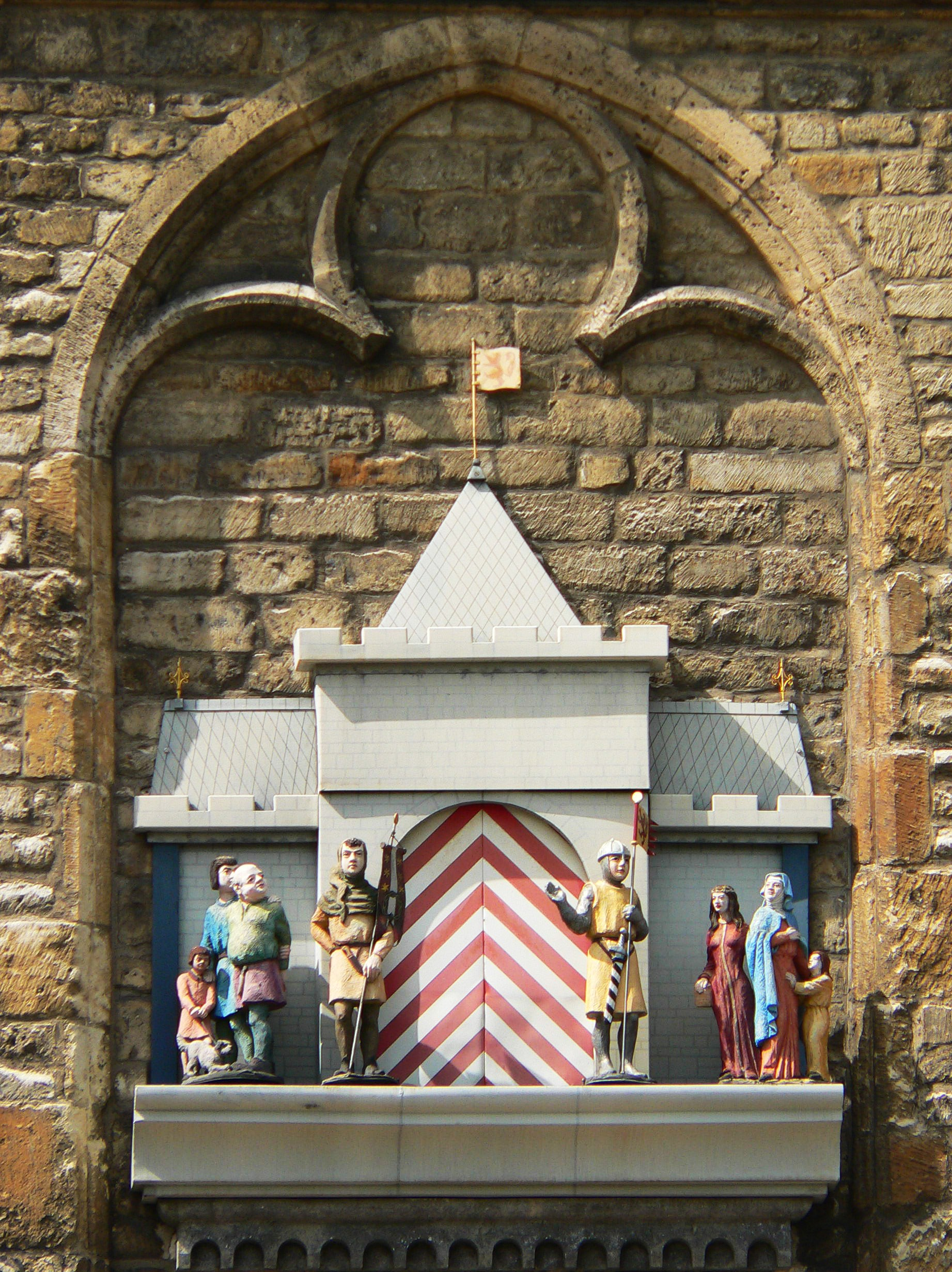
Het poppenspel bij het klokkenspel
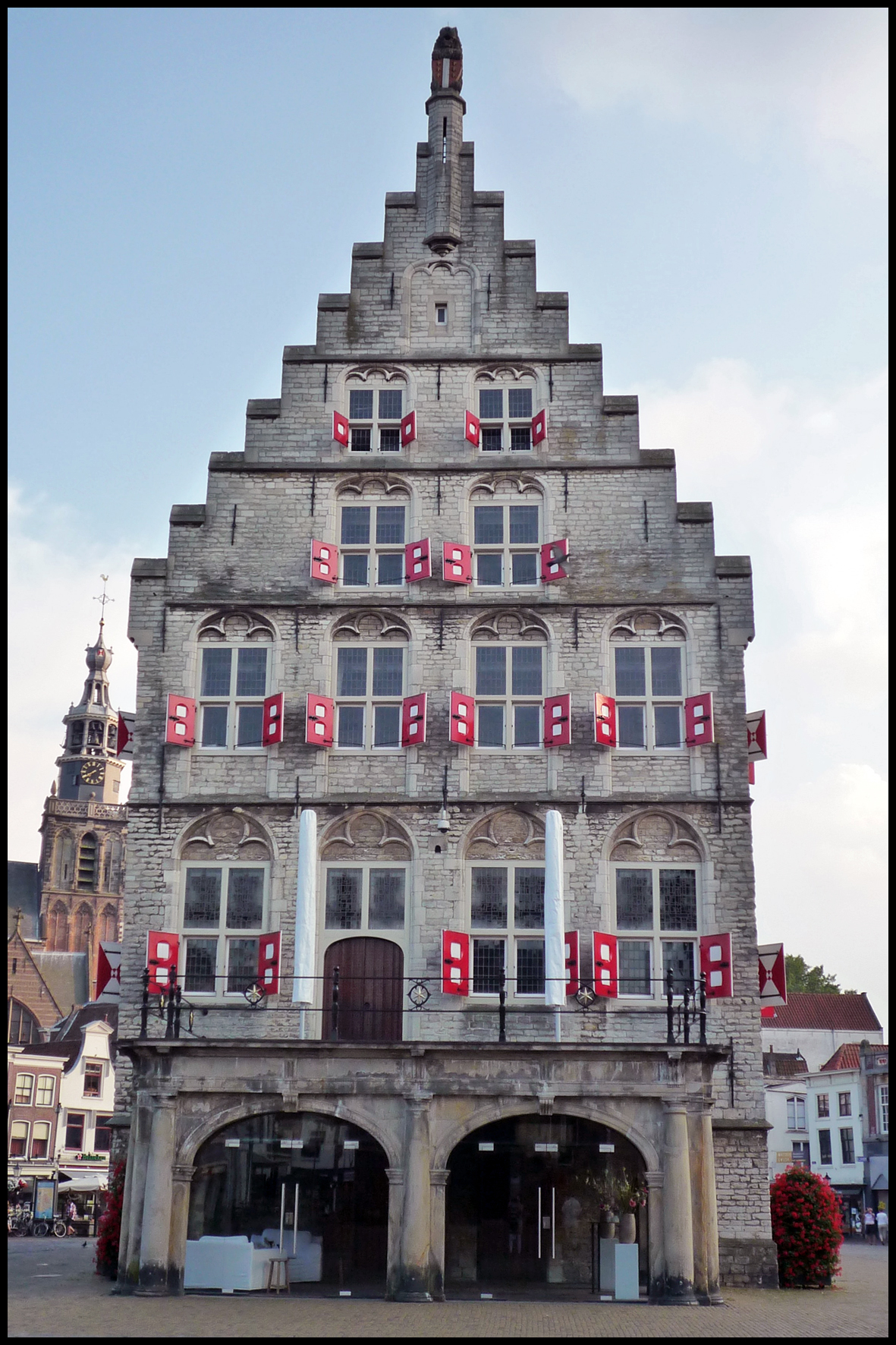
Achtergevel met schavot
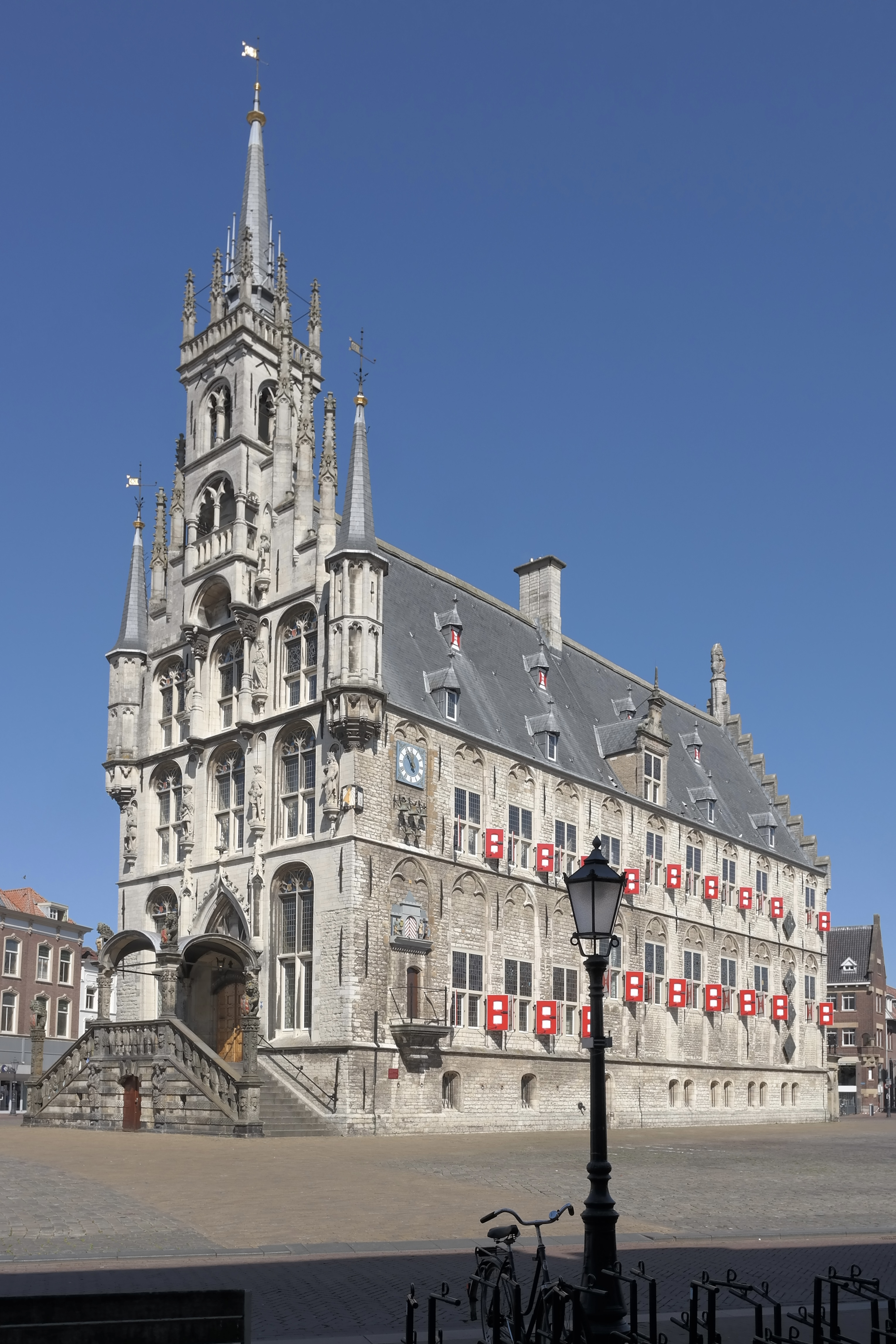
Het stadhuis op een verlaten Markt ten tijde van de coronacrisis.
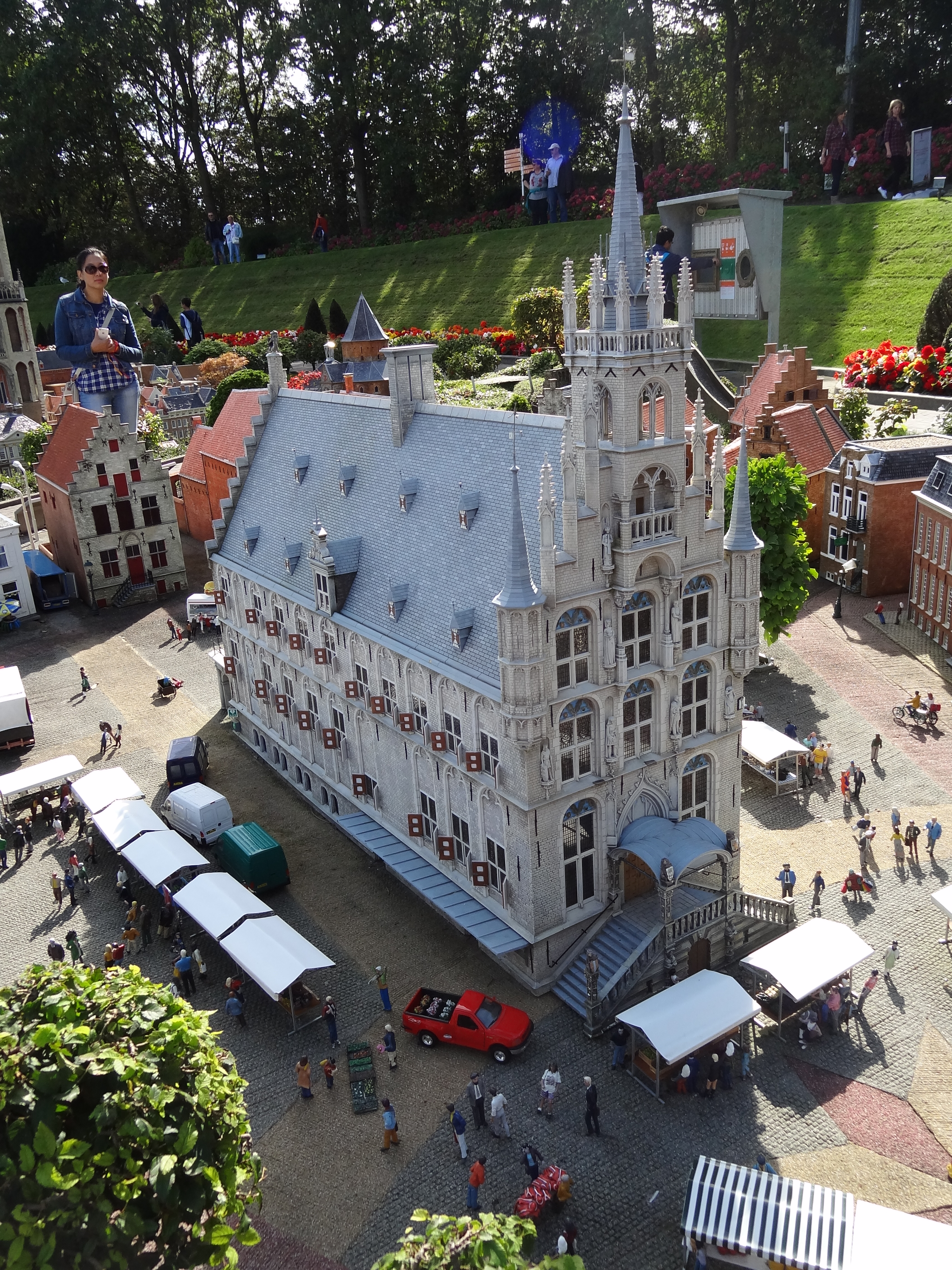
Het stadhuis in Madurodam.